# Bernmobil

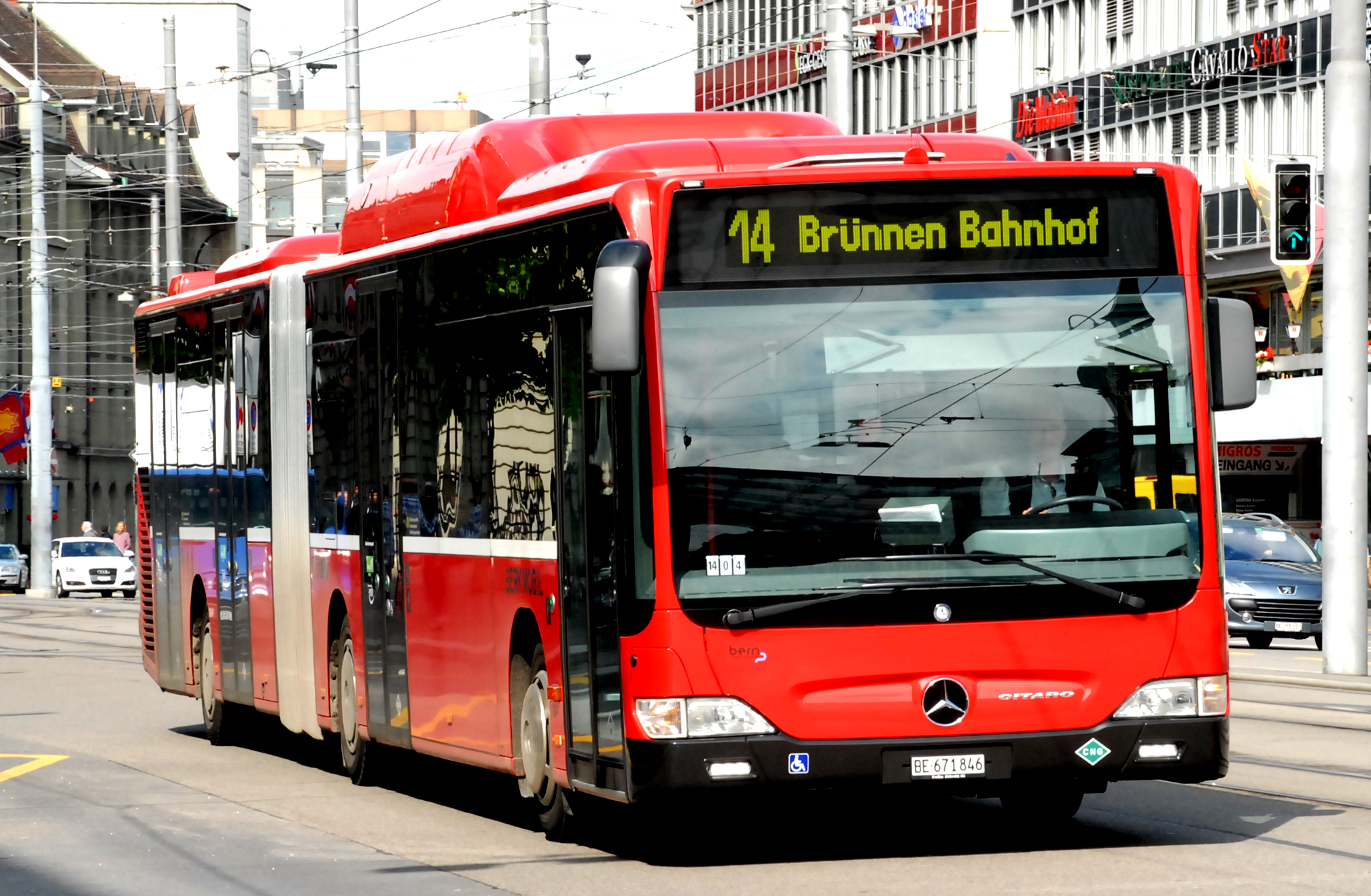
Autobús Mercedes-Benz Citaro de Bernmovil circulando por las calles de Berna.

Bernmobil es el nombre comercial de Städtische Verkehrsbetriebe Bern, cuyas siglas son SVB, que es la empresa encargada de prestar servicio de transporte público en la ciudad suiza de Berna. Su red se compone de cinco líneas de tranvía, tres líneas de trolebús y catorce líneas de autobús.

## Enlaces
- Sitio oficial

- Datos: Q681700
- Multimedia: Bernmobil / Q681700